# سلیمان مهدیزاده
سلیمان مهدیزاده (زادهٔ ۱۳۳۳ خورشیدی در تهران)، از استادان بودو و بنیان‌گذار انجمن‌های کن‌دو و ایی‌آی‌دو (موسوجیکیدن اِیشین ریو) و کاراته گوجوریو اوکیناوایی در ایران است.

## زندگی و هنرهای رزمی
سلیمان مهدیزاده در سال ۱۳۳۳ خورشیدی در خانواده‌ای ورزش‌دوست با سابقهٔ هنرهای رزمی همچون بوکس، کشتی و ورزش باستانی زاده شد. او ابتدا تمرین بوکس را آغاز کرد و پس از مدتی به تجربهٔ دیگر هنرهای رزمی پرداخت. اولین هنر رزمی ژاپنی‌اش را با یادگیری جودو نزد استاد ملک‌زاده در باشگاه ژاندارمری آغاز کرد و پس از مدتی به تمرینات تکواندو و همچنین کاراته سبک کان‌ذن‌ریو زیر نظر استاد عرب پرداخت. او نخستین بار در اواخر سال ۱۳۵۴ زیر نظر یک استاد ژاپنی (استاد فقید فوکودا) به آموختن فلسفه، مکتب ذن و کن‌دو پرداخت که تا آن زمان در ایران ناشناخته بود. سرانجام پس از پایان تمرینات به توصیه استادش برای تکمیل آموخته‌هایش در سال ۱۳۵۶ به ژاپن سفر کرد.
مهدیزاده در ژاپن کن‌دو را زیر نظر استاد نیشی‌یاما، ایی‌آی‌دو موسوجیکیدن اِیشین ریو را زیر نظر استاد توچوکا و کاراته گوجوریو را زیر نظر استاد یاماموتو پی گرفت.

## فعالیت‌های رزمی در ایران

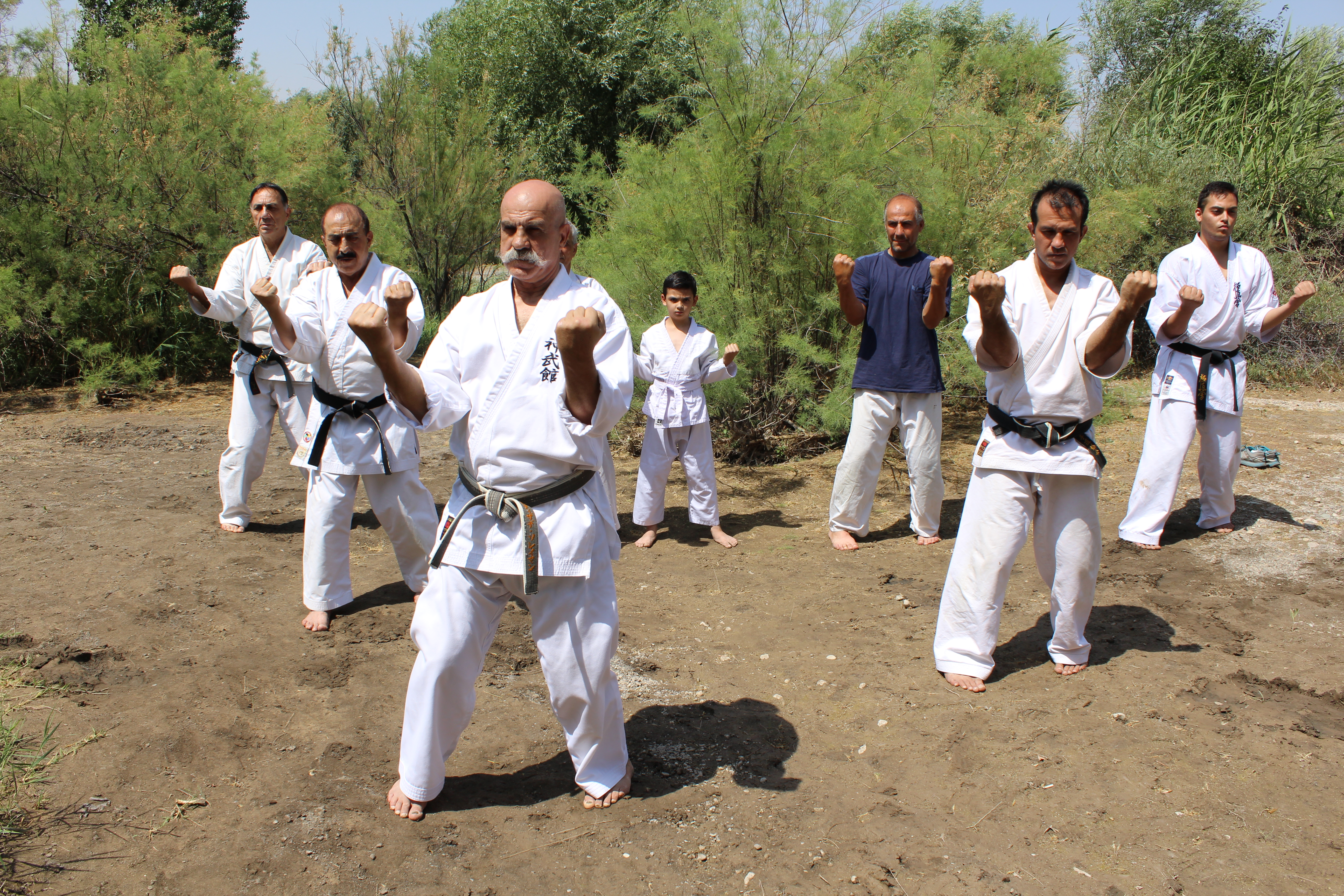
کانچو سلیمان مهدی زاده در حال تمرین کاتا

کیوشی سلیمان مهدیزاده، بنیان‌گذار کن‌دو ،  گوجوریو و ایی‌آی‌دو موسوجیکیدن اِیشین ریو در ایران است.
او پس از پیروزی انقلاب اسلامی در سال ۱۳۵۸ آموزش رسمی کن‌دو را زیر نظر فدراسیون رزمی وقت در سالن ورزش‌های رزمی آن زمان که اینک سالن شمشیربازی فعلی است آغاز کرد. تأسیس این هنر در ایران و توجه علاقه‌مندان چنان بود که تلویزیون ملی ژاپن (NHK) گزارشی از نخستین کلاس سامورایی در ایران را در تاریخ ششم ژانویه ۱۹۸۳ میلادی در ژاپن پخش کرد. همچنین در سال ۱۳۶۴ صدا و سیما فیلمی از تمرینات کن‌دو و ایی‌آی‌دو استاد مهدیزاده پخش کرد. این در حالی بود که در آن سال‌ها استاد مهدیزاده در هر سال چند ماهی را برای پیگیری تمرینات تکنیکی در ژاپن می‌گذراند و بنا به خواست استادش از سال ۱۳۶۳ برای گذراندن تمرینات بیشتر کن‌دو و ایی‌آی‌دو موسوجیکیدن اِیشین ریو در ژاپن اقامت گزید.
استاد مهدیزاده پس از بازگشت به کشور، در سال ۱۳۷۴ زیر نظر فدراسیون کاراته جمهوری اسلامی ایران، آموزش هنرآموزان و دوستداران این هنر رزمی را پی گرفت تا اینکه در تاریخ ۲۶ اسفند ۱۳۷۸ طی حکمی رسمی از طرف فدراسیون کاراتهٔ ایران، کن‌دو و ایی‌آی‌دو موسوجیکیدن اِیشین ریو (سامورایی) ایران به ریاست کیوشی سلیمان مهدیزاده به رسمیت شناخته شدند و به‌طور رسمی مجوز فعالیت در ایران را دریافت کردند. این فعالیت‌ها ادامه داشت تا اینکه طبق مصوبه سازمان تربیت بدنی برای ساماندهی سبکهای رزمی از تاریخ هجدهم دی ماه ۱۳۸۹، سبک کن‌دو و ایی‌آی‌دو ایران، با نام انجمن کن‌دو و ایی‌آی‌دو ایران تحت نظارت فدراسیون ورزش‌های رزمی قرار گرفت.
کیوشی سلیمان مهدیزاده هم‌اکنون مربی رسمی و مسئول هماهنگی فدراسیون کن‌دو ژاپن (AJKF) و فدراسیون جهانی کن‌دو (IKF) در ایران و همین‌طور نماینده رسمی فدراسیون ایی‌آی‌دو ژاپن (NIR) در ایران است. همچنین او بنیان‌گذار و رئیس سبک کاراته گوجوریو اوکیناوایی ایران و آی‌کی‌دو تومی‌کی‌ریو در ایران می‌باشد.

## دوجوی شین‌بوکان
شین‌بوکان را استاد سلیمان مهدیزاده در سال ۱۳۵۶ برای نخستین بار در ایران پایه‌گذاری کرد. در سال ۱۳۵۸ شین‌بوکان به سالن شمشیربازی مرکز هنرهای رزمی وقت آن زمان و سپس سالن بادی ورزشگاه شهید شیرودی در تهران انتقال یافت.
استاد مهدیزاده در این دوجو، آموزش هنرهای رزمی را با تدریس فنون و تکنیک‌های کن‌دو آغاز کرد. سال ۱۳۶۳ وی در اجرای توصیه‌های استادانش برای تکمیل آموخته‌های خود تصمیم به اقامت در ژاپن گرفت و در سال ۱۳۶۴ پس از کسب اجازه از اساتید ژاپنی، شین‌بوکان را به‌طور رسمی در توکیو نیز تأسیس کرد. علاقه‌مندان ژاپنی نخستین شاگردانی بودند که به وی پیوستند.
استاد مهدیزاده در سال ۱۳۷۴ به ایران بازگشت و دفتر مرکزی شین‌بوکان را به تهران منتقل کرد و لذا باشگاه توکیو به شعبه نمایندگی تبدیل شد که همچنان دایر و فعال است.
شین‌بوکان امروز با تلاش‌های کیوشی سلیمان مهدیزاده، تنها مرجع رسمی فدراسیون کن‌دو ژاپن (AJKF) و فدراسیون جهانی کن‌دو (FIK) در ایران است. شین‌بوکان که عضو فدراسیون ایی‌آی‌دو ژاپن (NIR) در سبک موسوجیکیدن اِیشین و عضو فدراسیون آیکیدو (سبک تومی‌کی‌ریو) ژاپن هم به شمار می‌رود، در ایران زیر نظر فدراسیون کاراته و فدراسیون ورزشهای رزمی ایران فعالیت دارد و نمایندگی‌های آن در تعدادی از استان‌‌های کشور در حال فعالیت است.

## مدارج دان

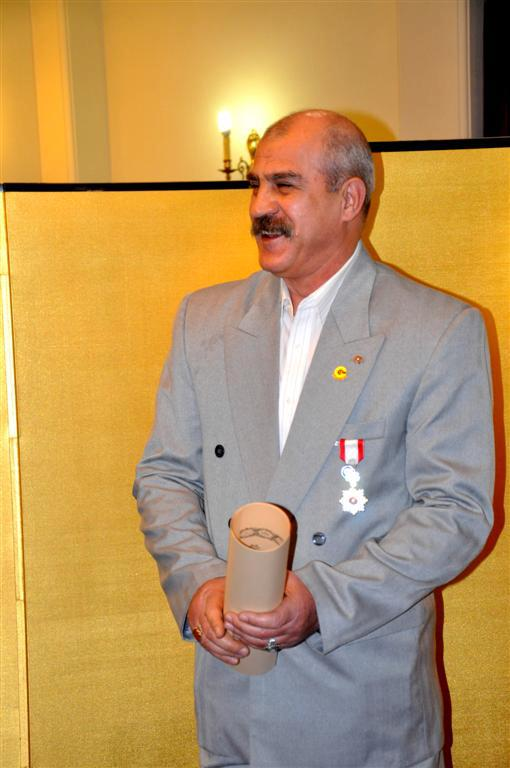
کیوشی مهدیزاده در مراسم دریافت مدال خورشید تابان، سفارت ژاپن در ایران، ۵ دی ۱۳۹۱.

- دان ۸ درجه کیوشی ایی‌آی‌دو موسوجیکیدن اِیشین ریو، ژاپن
- دان ۸ درجه کیوشی کاراته گوجوریو، ژاپن
- دان ۶ بوجوتسو، ژاپن
- دان ۵ کن‌دو بین‌المللی، ژاپن
- دان ۲ آی‌کی‌دو تومی‌کی‌ریو، ژاپن

## جوایز و افتخارات
- ۱۹۸۹: دریافت حکم کانتوشو (بهترین جنگجو) در نوزدهمین دور مسابقات کن‌دو، توکیو، ژاپن
- ۱۹۹۲: کسب مقام اول و مدال طلای مسابقات داخلی ایی‌آی‌دو موسوجیکیدن اِیشین ریو، ژاپن[۲] (این اولین باری بود که یک فرد غیرژاپنی در این سازمان به این مقام دست می‌یافت)
- ۲۰۰۲: کسب مقام اول و مدال طلای مسابقات داخلی ایی‌آی‌دو موسوجیکیدن اِیشین ریو، ژاپن[۳] (برای دومین بار)
- ۲۰۱۲: نشان خورشید تابان با انوار زرین و سیمین (Kyokuzitsu Soukou Shou) از دولت ژاپن[۴][۵]

## در رسانه‌ها
- در ان‌اچ‌کی؛ اولین دوجوی هنر رزمی سامورایی در ایران[۶]
- در پرس تی‌وی؛ هنرهای رزمی در ایران.[۷]
- در شبکه ۳ سیمای جمهوری اسلامی ایران؛ برنامه رزم و نما (ایی‌آی‌دو و کن‌دو).[۸]
- در شبکه ۳ سیمای جمهوری اسلامی ایران؛ برنامه رزم و نما (ایی‌آی‌دو و کن‌دو).[۹]
- در شبکه خبر سیمای جمهوری اسلامی ایران؛ برنامه هنرهای رزمی (ایی‌آی‌دو و کن‌دو).[۱۰]